# Alfredo Córdoba
Alfredo Córdoba (Mendoza, 1872-Buenos Aires, 1950) fue un militar argentino.

## Biografía
Nació en Mendoza, el 16 de julio de 1872.
Estudió en la Escuela Superior de Guerra e ingresó, en 1886, al Regimiento N.º  6 de Infantería, siendo ascendido en 1890 a subteniente. Actuó en la revolución de ese año, en el Regimiento 6 de línea.
En 1892 es ascendido a teniente 2.º, en 1895 a teniente 1.º, en 1898 a capitán, en 1904 a mayor, en 1909 a teniente coronel y en 1918 a coronel. Fue jefe de los regimientos 4, 15 y 16 de infantería en el Distrito Militar de Zárate y de división en el Ministerio de Guerra, secretario de la Dirección General del Arsenal de Guerra, jefe de la Dirección General de Administración en la Intendencia de Guerra y comandante de la III División del Ejército.
Fue ascendido a general en 1924 y seis años después pasó a retiro. En ese momento se hallaba en Paraná (Entre Ríos). Allí fue despedido afectuosamente por la población.
A fines de junio de 1943 es nombrado interventor federal en la provincia de Córdoba, asumiendo ese cargo el día 30. Designó como sus ministros al Dr. Melitón Arroyo (de gobierno), al Dr. Eduardo Gonella (de hacienda) y al Ing. Mario Villa (de obras públicas); todos eran procedentes de otras provincias. Ello causó desagrado en la sociedad, además de la decisión del general Córdoba de intervenir las municipalidades.
No se hallaba bien de salud, y el 2 de agosto de 1943 delegó el mando en el ministro de gobierno renunciando posteriormente.
Falleció en Buenos Aires, en 1950.